# Małgorzata Szumacher
Małgorzata Joanna Szumacher-Strabel (ur. 1969) – polska profesor nauk rolniczych, zootechnik. Specjalizuje się w zagadnieniach z zakresu żywienia zwierząt gospodarskich. Członek korespondent Wydziału Nauk Biologicznych i Rolniczych Polskiej Akademii Nauk od 2019 roku. Wykładowca i profesor w Katedrze Żywienia Zwierząt i Gospodarki Paszowej na Wydziale Medycyny Weterynaryjnej i Nauk o Zwierzętach Uniwersytetu Przyrodniczego w Poznaniu. Przewodnicząca Rady Naukowej Instytutu Fizjologii i Żywienia Zwierząt im. Jana Kielanowskiego Polskiej Akademii Nauk, członek Komitetu Nauk Zootechnicznych i Akwakultury WNBiR PAN.
Doktoryzowała się w 1998 roku na Akademii Rolniczej w Poznaniu pisząc pracę zatytułowaną Wpływ dodatków tłuszczu na syntezę białka mikroorganizmów, aktywność celulolityczną i inne wskaźniki przemiany żwaczowej. Habilitację otrzymała w 2006 roku na tej samej uczelni na podstawie rozprawy pt. Wpływ dodatku tłuszczów do dawek pokarmowych dla owiec i kóz na zawartość nienasyconych kwasów tłuszczowych w płynie żwaczowym i mleku, ze szczególnym uwzględnieniem izomerów sprzężonego kwasu linolowego.
Tytuł profesora nauk rolniczych nadano jej w 2013 roku.

## Publikacje naukowe
Wybrane publikacje naukowe:
- Malgorzata Szumacher-Strabel i inni, Camelina sativa cake improved unsaturated fatty acids in ewe's milk, „Journal of the Science of Food and Agriculture”, 91 (11), 2011, s. 2031–2037, DOI: 10.1002/jsfa.4415, PMID: 21480279 [dostęp 2021-10-07] (ang.).
- J. Szczechowiak i inni, Rumen fermentation, methane concentration and fatty acid proportion in the rumen and milk of dairy cows fed condensed tannin and/or fish-soybean oils blend, „Animal Feed Science and Technology”, 216, 2016, s. 93–107, DOI: 10.1016/j.anifeedsci.2016.03.014 [dostęp 2021-10-07] (ang.).
- Magdalena Bryszak i inni, Effects of berry seed residues on ruminal fermentation, methane concentration, milk production, and fatty acid proportions in the rumen and milk of dairy cows, „Journal of Dairy Science”, 102 (2), 2019, s. 1257–1273, DOI: 10.3168/jds.2018-15322, PMID: 30580953 [dostęp 2021-10-07] (ang.).
- Malgorzata Szumacher-Strabel i inni, Structural and quantitative changes of saponins in fresh alfalfa compared to alfalfa silage, „Journal of the Science of Food and Agriculture”, 99 (5), 2019, s. 2243–2250, DOI: 10.1002/jsfa.9419, PMID: 30324694 [dostęp 2021-10-07] (ang.).